# Reynaldo Hahn
Reynaldo Hahn de Echenagucia (9. srpna 1874 – 28. ledna 1947) byl francouzský skladatel, dirigent, hudební kritik a zpěvák venezuelského původu. Proslavily ho především jeho písně – mélodies –, kterých napsal více než sto.
Hahn se narodil v Caracasu, ale jeho rodina se přestěhovala do Paříže, když byl dítě, a tam prožil většinu svého života. Po úspěchu písně „Si mes vers avaient des aile“ („Kdyby mé verše měly křídla“), kterou vytvořil, když mu bylo 14 let, se zapojil do společnosti francouzských umělců období fin de siècle. Mezi jeho nejbližší přátele patřili Sarah Bernhardtová a Marcel Proust. Po první světové válce, během které sloužil v armádě, se Hahn přizpůsobil novým hudebním a divadelním trendům a slavil úspěch se svou první operetou Ciboulette (1923) a hudební komedií Mozart (1926) vytvořenou ve spolupráci se Sachou Guitrym. Během druhé světové války se Hahn, který byl židovského původu, uchýlil do Monaka. V roce 1945 se vrátil do Paříže, kde byl jmenován ředitelem Opery. Zemřel v Paříži roku 1947 ve věku 72 let.
Hahn byl plodný skladatel. Jeho vokální díla na světská i duchovní témata zahrnují lyrické scény, kantáty, oratoria, opery, komické opery a operety. Pro orchestr napsal koncerty, balety, symfonické básně, scénickou hudbu a filmovou hudbu. Vytvořil mnoho komorní hudby a klavírních děl. Zpíval i hrál vlastní písně, pořizoval nahrávky jako sólista a doprovázel další interprety. Po jeho smrti byla jeho hudba nějaký čas opomíjena, ale od konce 20. století rostoucí zájem vedl k častému uvádění mnoha jeho děl a nahrávek všech jeho písní a klavírního díla, velké části jeho orchestrální hudby a některých jeho jevištních děl.